# Estat Lliure de Waldeck-Pyrmont
L'Estat Lliure de Waldeck-Pyrmont, més tard l'Estat Lliure de Waldeck, va ser un estat constituent de la República de Weimar. Va ser creat després de la revolució alemanya que va forçar el príncep Frederic de Waldeck i Pyrmont juntament amb els altres monarques alemanys a abdicar.
El 30 de novembre de 1921, seguint un plebiscit local, la ciutat i districte de Pyrmont van ser separats i incorporats a la província prussiana de Hannover. La resta de l'estat va ser incorporat a l'Estat Lliure de Prússia el 1929, seguint un altre plebiscit, i es va convertir en part de la província de Hessen-Nassau. Aquest territori és avui part del districte de Waldeck-Frankenberg a Hessen.

## Presidents d'Estat (1918-1929)
- 1918-1920 Karl von Redern
- 1920-1929 Wilhelm Schmieding DVP
- 1929-1929 Herbert Herberg